# Колцу
Колцу (рум. Colțu) — село у повіті Арджеш в Румунії. Входить до складу комуни Унгень.
Село розташоване на відстані 92 км на захід від Бухареста, 41 км на південь від Пітешть, 90 км на схід від Крайови, 139 км на південний захід від Брашова.

## Населення
За даними перепису населення 2002 року у селі проживала 451 особа, усі — румуни. Усі жителі села рідною мовою назвали румунську.